# Claudia Wells
Claudia Wells (ur. 5 lipca 1966 w Kuala Lumpur) – amerykańska aktorka.
Urodzona w Kuala Lumpur w Malezji, dorastała w San Francisco. Po kilku występach w serialach telewizyjnych zagrała w Powrocie do przyszłości rolę Jennifer Parker – dziewczynę głównego bohatera. Z powodów osobistych (u jej matki zdiagnozowano raka) nie mogła powtórzyć swojej roli w następnych częściach, gdzie została zastąpiona przez Elisabeth Shue.
Od 1991 roku Claudia prowadzi sklep z męskimi ubraniami w Studio City w Kalifornii pod nazwą Armani Wells.